# Perifiton

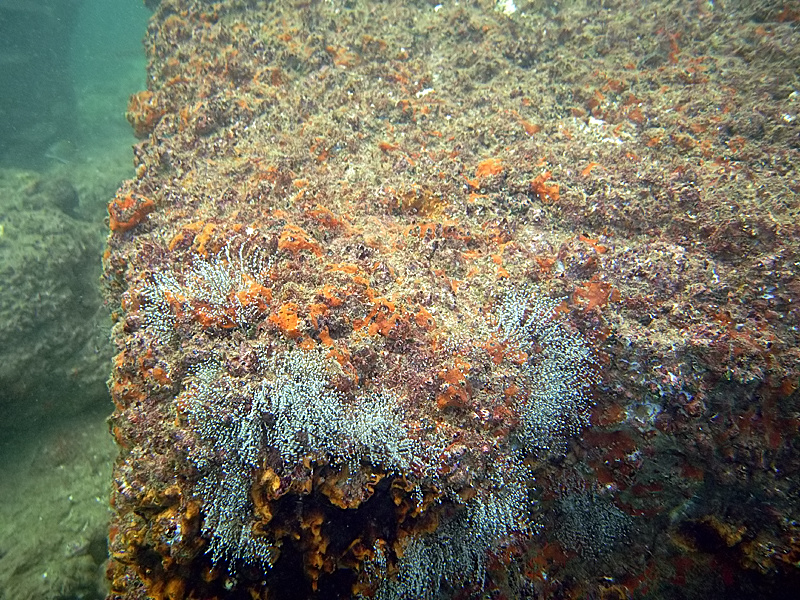
Perifiton sobre una roca, cerca del antiguo Faro de Alejandría, Alejandría, Egipto.

Perifiton (del griego "peri" (alrededor) y "fito"(vegetal)) es el complejo conjunto de organismos de bacterias, hongos, algas y protozoos embebidos en una matriz polisacárida (Lock et al. 1984). 
Comúnmente se utiliza el término como sinónimo de biofilm, aunque hoy se reserva el término perifiton para aquel complejo que se forma sobre las plantas.
En los sistemas acuáticos, el biofilm se clasifica dependiendo del sustrato sobre el cual yace. Si se forma sobre plantas se denomina perifiton, si es sobre arena es episammon, si es sobre limos o arcillas es epipelon, etc.
El perifiton colabora a la degradación de metales pesados como el mercurio, además de esto necesita de nitrógeno, carbono y fósforo para su supervivencia, con el fin de mejor la calidad del agua pH y ayudando a descontaminar muchos problemas de las aguas superficiales.